# Eryngium expansum
Eryngium expansum är en flockblommig växtart som beskrevs av Ferdinand von Mueller och Friedrich Wilhelm Klatt. Eryngium expansum ingår i släktet martornar, och familjen flockblommiga växter. Inga underarter finns listade i Catalogue of Life.